# Rare Bird
Rare Bird est un groupe britannique de rock progressif, originaire d'Angleterre. Formé en 1969 et bien que le groupe soit d'origine britannique, il rencontre plus de succès dans les autres pays européens. Rare Bird est principalement connu pour son titre Sympathy, qui atteint la 27e place des classements britanniques, et qui s'est vendu à un million d'unités dans le monde.

## Historique
La formation initiale du groupe est composée des musiciens listés ci-dessous, et dure le temps des deux premiers albums, après lequel des changements de personnel sont effectués. Seuls les deux premiers membres mentionnés restent durant toute la vie du groupe. Steve Gould (chant, basse et guitare rythmique), né le 25 mars 1950 à Battersea (South London) ; Dave Kaffinetti (pianos et claviers), né le 17 avril 1946 à Folkestone (Kent) ; Graham Field (orgue et claviers), né le 3 mai 1940 à Beaminster (West Dorset), et Mark Ashton (batterie et chant), né le 23 juin 1949 à Bridge (Kent).
L'histoire de Rare Bird commence quand Graham Field passe une annonce pour un pianiste dans une revue musicale. Il obtient une trentaine de réponses et forme un groupe appelé Lunch. Il rencontre ensuite Dave Kaffinetti en novembre 1968. Ensemble, ils posent les idées de base pour la constitution du groupe. En août 1969, l'intégration de Steve Gould puis de Mark Ashton leur permet de trouver la section rythmique idéale. Deux mois plus tard, ils rencontrent Tony Stratton-Smith, le manageur et le président du Charisma Records London. Ils décident alors du nom du groupe Rare Bird d'après l'idée de Mark Ashton et signent un contrat. Trois semaines plus tard, ils enregistrent en studio leur premier album. Ils sont avec Van der Graaf Generator et The Nice les premiers groupes à signer chez Charisma Records, le label que Tony Stratton-Smith a créé. Genesis signera également chez eux.
À la fin 1969, Rare Bird sort son premier 45 tours Sympathy qui atteint la deuxième place en Italie, se vend à 500 000 exemplaires en France et plus d'un million dans le monde. Ce titre est leur unique succès au Royaume-Uni, atteignant la 27e place des meilleures ventes et restant dans le classement pendant huit semaines. La reprise de The Family Dog, sortie en 1970, atteindra la deuxième place des ventes aux Pays-Bas. La chanson reviendra dans le classement britannique en 1992 grâce à la reprise de Marillion, qui atteindra la 17e place des meilleures ventes. En 2001, il est remixé par Faithless dans leur morceau Not Enuff Love dont le nom vient du refrain de Sympathy.
Dans la foulée, le groupe enregistre, toujours chez Charisma Records, l'album As Your Mind Flies By dont une face contient le morceau Flight comprenant, en plus du groupe, un chœur. Cet album aura un succès d'estime et est très représentatif du rock progressif des années 1970. Un extrait des chœurs dans Flight sera utilisé par le constructeur automobile Renault, pour une campagne publicitaire réservée au cinéma, à l'occasion de la sortie des R15 et R17. Entre 1969 et 1970, le groupe tourne énormément en Europe. Graham Field quitte les Rare Bird pour former Fields avec le batteur Andy McCullough  ex-King Crimson et le guitariste Alan Barry, puis participe à l'album Ancient Maps de Bob Pegg. Fred Kelly (Nic Potter), Ced Curtis, Paul Holland et Paul Karas rejoignent les autres membres du groupe pour les albums Epic Forest (l'album est distribué avec un single et des lunettes pour voir la pochette en relief), Andy Curtis et Fred Kelly apparaissent sur l'album Somebody's Watching. Le groupe se sépare en 1975 après l'enregistrement de Born Again.
Dave Kaffinetti (crédité sous le nom de David Kaff) joue le personnage de Viv Savage dans le film culte This Is Spinal Tap.

## Discographie

### Albums studio
- 1969 : Rare Bird (R-U.: Charisma, É-U.: Command Records/Probe Records, France: Philips)
- 1970 : As Your Mind Flies By (UK: Charisma, U.S.: ABC, France: Philips)
- 1972 : Epic Forest (Polydor)
- 1973 : Somebody's Watching (Polydor)
- 1974 : Born Again (Polydor)
- 1975 : Rare Bird (Polydor)
- 2011 : Who is Who and How Are you? (Universal)

### Singles
- 1970 : Sympathy (UK #27, 14 février 1970)[1]

### Compilations
- 1976 : Sympathy (Blue Plate)
- 1977 : Polydor Special (Polydor)
- 2003 : Third Time Around: an Introduction to Rare Bird (Universal)